# 271. Volksgrenadier-Division
Die 271. Volksgrenadier-Division war eine deutsche Infanteriedivision im Zweiten Weltkrieg. 

## Divisionsgeschichte
Nachdem die 271. Infanterie-Division im August 1944 im Kessel von Falaise zerschlagen worden war, kamen die Reste der Division nach Holland, wo sie die Grundlage für die 271. Volksgrenadier-Division bildete. 
Die Division wurde am 17. September 1944 unter Verwendung der seit dem 25. August 1944 in Tyrnau in der Slowakei in der Aufstellung befindlichen 576. Volksgrenadier-Division (Wehrkreis XVII) aufgestellt. Der Ersatzwehrkreis war dann aber, wie bei der aufgelösten 271. Infanterie-Division der Wehrkreis XIII. Im Oktober/November 1944 war die Division zur Aufstellung in Tyrnau und kam dann im Dezember nach Stuhlweissenburg zur 3. ungarischen Armee. Innerhalb der Heeresgruppe Süd kam die Division im Januar 1945 zur 6. Armee nach Budapest. Während der Schlacht um Budapest wurde ein Großteil der Division (Stab und Grenadier-Regiment 978) zerstört. Die Reste der Division waren dann im Februar/März 1945 bei Gran der 8. Armee unterstellt. Mit der 8. Armee ging die Division im April 1945 nach Mähren. Im Mai 1945 geriet hier die 271. Volksgrenadier-Division, nun bei der 1. Panzerarmee in der Heeresgruppe Mitte, in sowjetische Kriegsgefangenschaft. 
Die Division wurde durch Oberst/Generalmajor Martin Bieber kommandiert, welcher vorher die 576. Volksgrenadier-Division kommandiert hatte und nach seiner Gefangennahme erst 1955 aus der russischen Kriegsgefangenschaft entlassen wurde. 

## Gliederung
- Grenadier-Regiment 977 mit zwei Bataillonen aus Grenadier-Regiment 1186
- Grenadier-Regiment 978 mit zwei Bataillonen aus Grenadier-Regiment 1187
- Grenadier-Regiment 979 mit zwei Bataillonen aus Grenadier-Regiment 1188
- Artillerie-Regiment 271 mit vier Abteilungen aus Artillerie-Regiment 1576
- Divisions-Einheiten 271 mit Füsilier-Kompanie aus Einheiten 1576